# Софтпром
«Софтпром», ТзОВ — дистриб'ютор програмного забезпечення в Україні.

## Історія
- Компанія заснована в 1999 році в Києві.
- У 2006 створено навчальний центр компанії.
- З 2007 компанія є членом Асоціації підприємств інформаційних технологій України.

## Портфель пропозицій
Компанія постачає ПЗ практично від усіх світових виробників: 1E, ABBYY, Adobe, Altium, Autodesk, Barracuda Networks, CA, Christian Ghisler, Citrix, Clearswift, Competentum, Corel, CyberArk Software, Доктор Веб, Electronic Arts, Extensis, Graphisoft, Google, I.R.I.S., Лабораторія Касперського, Nero AG, Paragon, Промт, WinRAR, Red Hat, Roxio, Quark, Symantec, Total Defense, VMware, Websense, Код Безопасности, Пролінг і багатьох інших.
Портфель ПЗ включає настільні та серверні операційні системи, офісні застосунки, графічні системи, засоби розробки та моделювання, пакети для архітектурного і механічного проєктування, продукти для науково-технічних і статистичних розрахунків, інструментарій для веброботи, ПЗ для домашніх користувачів та інше.

## Ключові особи
- Жданович Павло Михайлович, директор.